# Theodore Stephanides
Theodore Stephanides (21 de gener de 1896, Bombai, Raj Britànic – 13 d'abril de 1983, Kilburn, Londres) fou un poeta, autor, traductor, metge, naturalista i científic grec-britànic. És conegut principalment com a amic i mentor del famós naturalista i escriptor Gerald Durrell. Va ser un dels protagonistes de llibres com La meva família i altres animals de Gerald Durrell, Prospero's Cell de Lawrence Durrell o El colós de Marussi de Henry Miller.
Considerat un homo universalis, Stephanides va ser respectat com a científic i metge, i aclamat com a poeta en anglès. A més, va traduir a l'anglès un gran volum de poesia grega, sobretot l'obra del poeta Kostís Palamàs i la novel·la de cavalleries gairebé èpica Erotocritos.
Va ser un reconegut biòleg amb quatre espècies que porten el seu nom. Tres d'elles, Cytherois stephanidesi, Thermocyclops stephanidesi i Schizopera stephanidesi, són organismes d'aigua microscòpics descoberts per Stephanides el 1938. La quarta espècie és el crustaci (copèpode) Arctodiaptomus stephanidesi, descrit com a Diaptomus stephanidesi per Otto Pesta el 1935.
Va escriure A Survey of the Freshwater Biology of Corfu and of Certain Other Regions of Greece (1948), un tractat biològic definitiu sobre la fauna d'aigua dolça de l'illa de Corfú, que encara és citat pels científics. El seu relat autobiogràfic de la batalla de Creta que va tenir lloc durant la Segona Guerra Mundial, Climax in Crete (1946), i el seu relat mig fictici de Corfú i les Illes Jòniques, Island Trails (1973), van ser àmpliament llegits en el passat, però ara són rareses bibliogràfiques.